# Charles Garnier

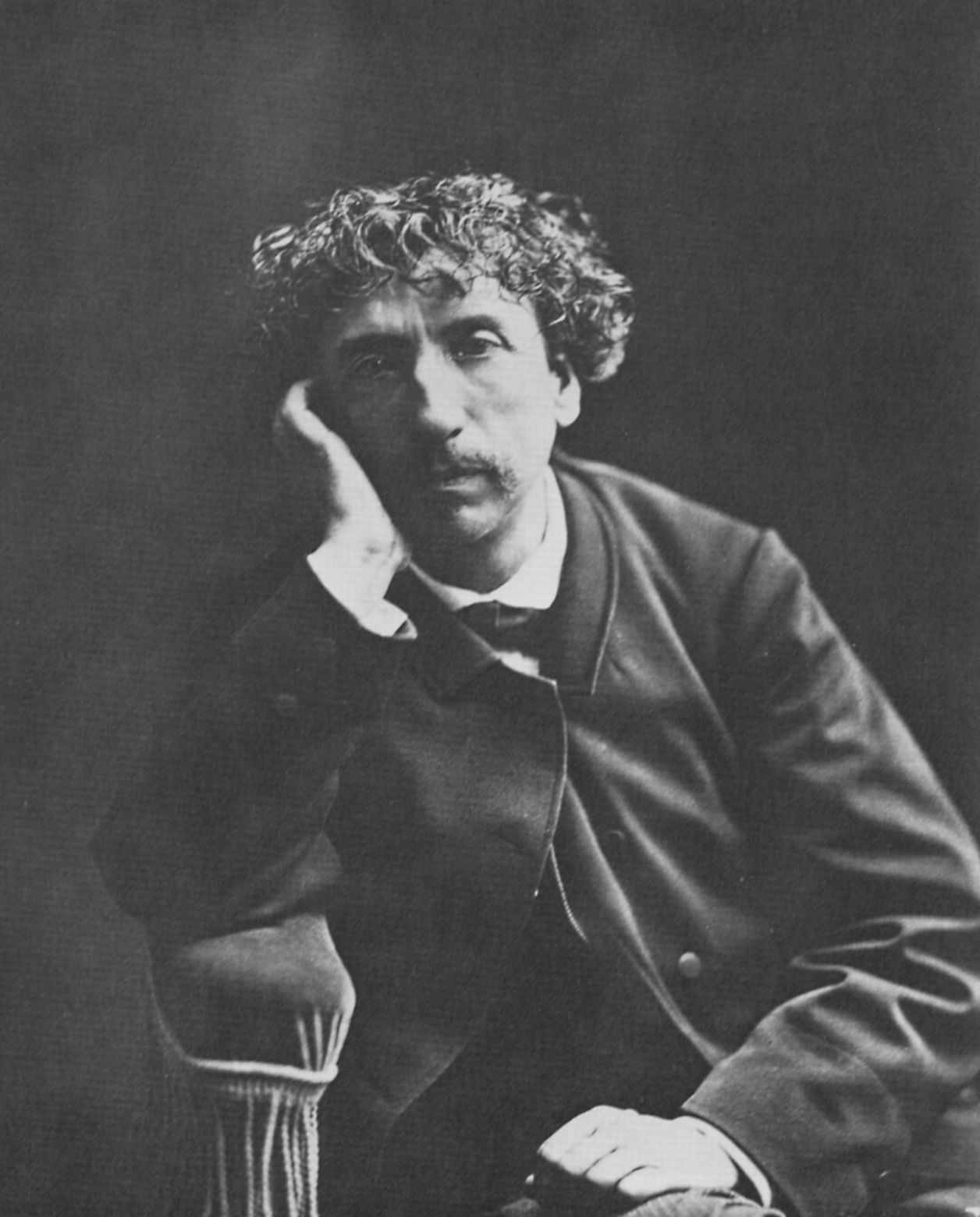
Charles Garnier um 1865

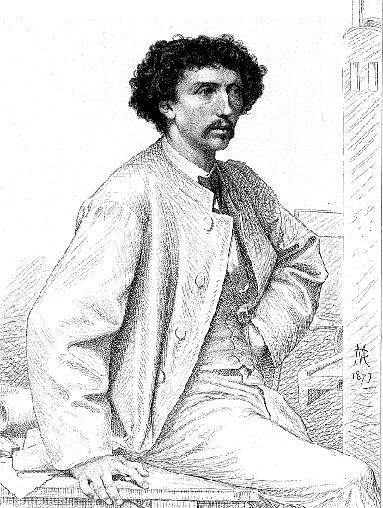
Charles Garnier, 1868

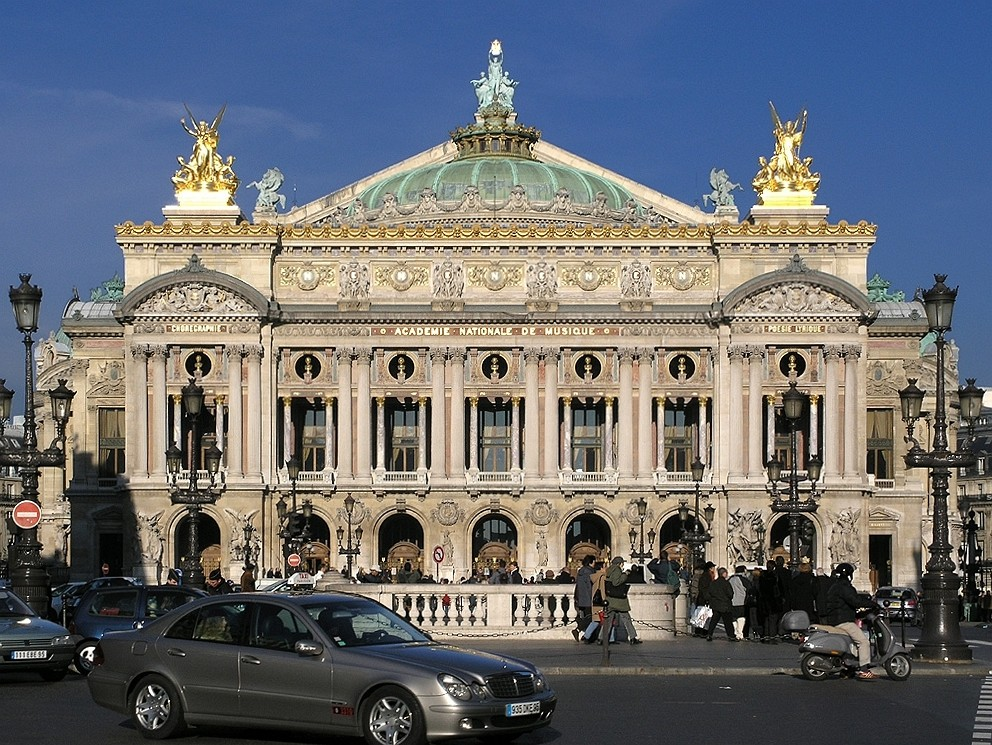
Die Opéra Garnier

Charles Garnier (vollständiger Name Charles Jean Louis Garnier, * 6. November 1825 in Paris; † 3. August 1898 ebenda) war ein französischer Architekt des Historismus und Architekturschriftsteller. Sein bekanntestes Werk ist die nach ihm benannte Opéra Garnier (auch Palais Garnier), Spielort der Pariser Oper.

## Leben
Garnier stammte aus einfachen Verhältnissen. In Paris besuchte er zuerst die Zeichenschule und begann ab 1842 ein Architekturstudium an der École des Beaux-Arts. Danach arbeitete er unter anderem als Zeichner für einen der namhaftesten und einflussreichsten französischen Architekten seiner Zeit, Eugène Viollet-le-Duc. 1848 gewann Garnier den Prix de Rome und lebte von 1849 bis 1854 in Rom, außerdem bereiste er Griechenland und die Türkei.
1858 heiratete Garnier Louise Bary (1836–1919), das Paar hatte zwei Kinder, Daniel (1862–1864) und Christian (1872–1898).
Zurück in Paris gewann der junge und weitgehend unbekannte Architekt im Jahr 1860 ganz überraschend den Architekturwettbewerb für den Bau der neuen Pariser Oper. Er konnte sich dabei sogar gegen seinen früheren Lehrmeister Viollet-le-Duc durchsetzen und sich einen der größten Bauaufträge im Paris des 19. Jahrhunderts sichern. Nach 15-jähriger Bauzeit wurde sein Opernhaus im Jahr 1875 im neuen Stil Napoleon III. fertiggestellt. Die Arbeiten an der Oper sollten ihn bis an sein Lebensende nicht mehr loslassen.
Weitere wichtige Bauten Garniers sind das Panorama Marigny (1880/1882, seit 1894 Théâtre Marigny) in Paris, der Konzertsaal des Casinos von Monte Carlo (1878/1879), die Opéra de Monaco und – in Zusammenarbeit mit Gustave Eiffel – das Observatoire de Nice (1880–1892) sowie seine Villa in Bordighera im italienisierenden Stil. In Vittel trug Charles Garnier, der dort auch selbst zur Kur weilte, mit prächtigen Bauten wie dem Casino und dem Thermalbad (1884) maßgeblich zur architektonischen Wandlung des Kurortes bei.
Im Jahr 1874, kurz vor Beendigung der Bauarbeiten an der Oper, sprach das Institut de France Garnier einen Sitz in der Sektion III (Architektur) der französischen Académie des Beaux-Arts zu. 1897 wurde er als assoziiertes Mitglied in die Académie royale des Sciences, des Lettres et des Beaux-Arts de Belgique aufgenommen. Sein Grab befindet sich auf dem Pariser Friedhof Montparnasse.

## Schriften (Auswahl)
- A Travers les Arts. Causeries et mélanges. Paris 1869 (Internet Archive) (gesammelte Schriften und Überlegungen)
- Le Théâtre, Paris 1871 (Internet Archive) (zum Bau und zur Nutzung von Theaterbauten)
- Histoire du Nouvel Opéra de Paris. 2 Bände, Paris 1881 (BNF)
- Temple de Jupiter Panhellénien à Egine (Restauration des monuments antiques par les architectes pensionnaires de l'Académie de France à Rome). Firmin-Didot, Paris 1884 (HEIDI)
- mit Auguste Ammann: L’Habitation humaine. Hachette, Paris 1891